# Arnäs tingslag
Arnäs tingslag var ett tingslag i Västernorrlands län i nuvarande Örnsköldsviks kommun. Tingsstället låg i Brösta
Tingslagets verksamhet överfördes 1906 till Själevads och Arnäs domsagas tingslag. 
Tingslaget hörde från 1901 till Själevads och Arnäs domsaga, dessförinnan från 1811 till Norra Ångermanlands domsaga. 

## Socknar
- Arnäs
- Gideå
- Trehörningsjö
- Grundsunda som under perioden 1811-1840 bildade ett eget tingslag